# Friedrich Wegert
Friedrich Martin „Frieder“ Wegert (* 31. August 1895 in Böhrigen; † 25. März 1980 in Frankenberg) war ein deutscher Maler und Grafiker.

## Leben und Werk
Friedrich (eigentlich Friedrich Martin, auch Frieder) Wegert war das dritte von sieben Kindern des Tischlermeisters Martin Wegert und seiner Ehefrau Marie. Er machte von 1911 bis 1914 eine Lehre als Musterzeichner für Glasdekoration in der Sächsischen Glasmanufaktur C. Hey in Roßwein und danach bis 1915 als Dekorationsmaler beim Malermeister Georg Wilhelm in Radebeul. Von 1915 bis 1918 nahm er als Soldat am Ersten Weltkrieg teil. Danach arbeitete er als Schriftenmaler, Gestalter, Holzbildhauer, Tischler und Zeichner in diversen Firmen in Roßwein und Chemnitz. Von 1925 bis 1927 studierte er an der Königlichen Kunstgewerbeschule München und u. a. bei Georg Mayer-Franken an der Städtischen Münchner Malschule. Von 1927 bis 1929 studierte er in der Meisterklasse bei Julius Diez an der Akademie der Bildenden Künste München. Danach war er in München freischaffend tätig. Er betätigte sich als Maler, Zeichner, Bildhauer, Schriftsteller, Verleger und Kunsthandwerker. 1932 zeigte er in einer Münchner Ausstellung „theosophisch inspirierte Arbeiten“. 1934 unternahm er eine Studienreise durch die Schweiz, verschiedene Mittelmeerländer und auf die Kanaren. 1943 zog er von München nach Arnsdorf und später nach Böhrigen. Er arbeitete weiter als freier Künstler und gehörte von 1945 bis 1947 der Künstlergruppe Roßwein an.
Wegert war bis zu dessen Auflösung durch die Nationalsozialisten Mitglied des Reichsverbands Bildender Künstler Deutschlands, dann ab 1933 obligatorisches Mitglied der Reichskammer der bildenden Künste und nach 1945 des Verbands Bildender Künstler der DDR.

## Ehrungen
- 2011: Gedenkstein neben der Friedhofshalle Böhrigen

## Fotografische  Darstellung
- Günther Hanisch (1928–2011): Der Maler Friedrich Wegert (nach 1950)[3]

## Werke (Auswahl)
- Reiter in weiter Berglandschaft (Öl auf Leinwand, 80 × 60 cm)[4]
- Prozession (Öl, vor 1934)[5]
- Figurenszene aus der nordischen Sagenwelt (Öl auf Holz, 25 × 31,5 cm)[1]
- Bahnhof Böhrigen (Zeichnung)[6]

## Publikationen
- Flächenbelebungen. Georg D. W. Callwey, München 1927.
- Die Farbe als Stimmungselement. Flächen- und Raumlösungen in Malerei und Spritztechnik. Georg D. W. Callwey, München 1929.
- Neue Farbenklänge. Kunstgewerbliche Werkstätten J.H.Hofmann, Selb und Asch 1930.

## Ausstellungen
- 1929 Braunschweig: „Faust auf der Bühne - Faust in der bildenden Kunst“ (8 Werke)
- 1932 München: „Geheimnisse der Inspiration“ (51 Werke)
- 1934 München, Palais Carl Theodor: „Der Deutsche und seine Heimat“; Ausstellung der Künstlergemeinschaft „Kunst für alle“
- 1947 Döbeln: Kreiskunstausstellung (4 Werke)
- 1953 und 1954 Leipzig: Bezirkskunstausstellungen (4 Werke, 2 Werke)
- 1978 Karl-Marx-Stadt, Galerie Oben: Frieder Wegert – Innenraumentwürfe im Stil des Art Deco
- 1979 Karl-Marx-Stadt, Galerie Oben: Frieder Wegert – Bilder und Raumkunst
- 1995 Hainichen, Gellert-Museum: Frieder Wegert – Malerei, Zeichnungen, Flächen- und Raumentwürfe
- 2020/21 Hainichen, Gellert-Museum: Frieder Wegert – Realität und Mystik